# Sematophyllum angustirete
Sematophyllum angustirete är en bladmossart som beskrevs av Edwin Bunting Bartram 1947. Sematophyllum angustirete ingår i släktet Sematophyllum och familjen Sematophyllaceae. Inga underarter finns listade i Catalogue of Life.